# Musikinstrumentenmuseum (Brüssel)

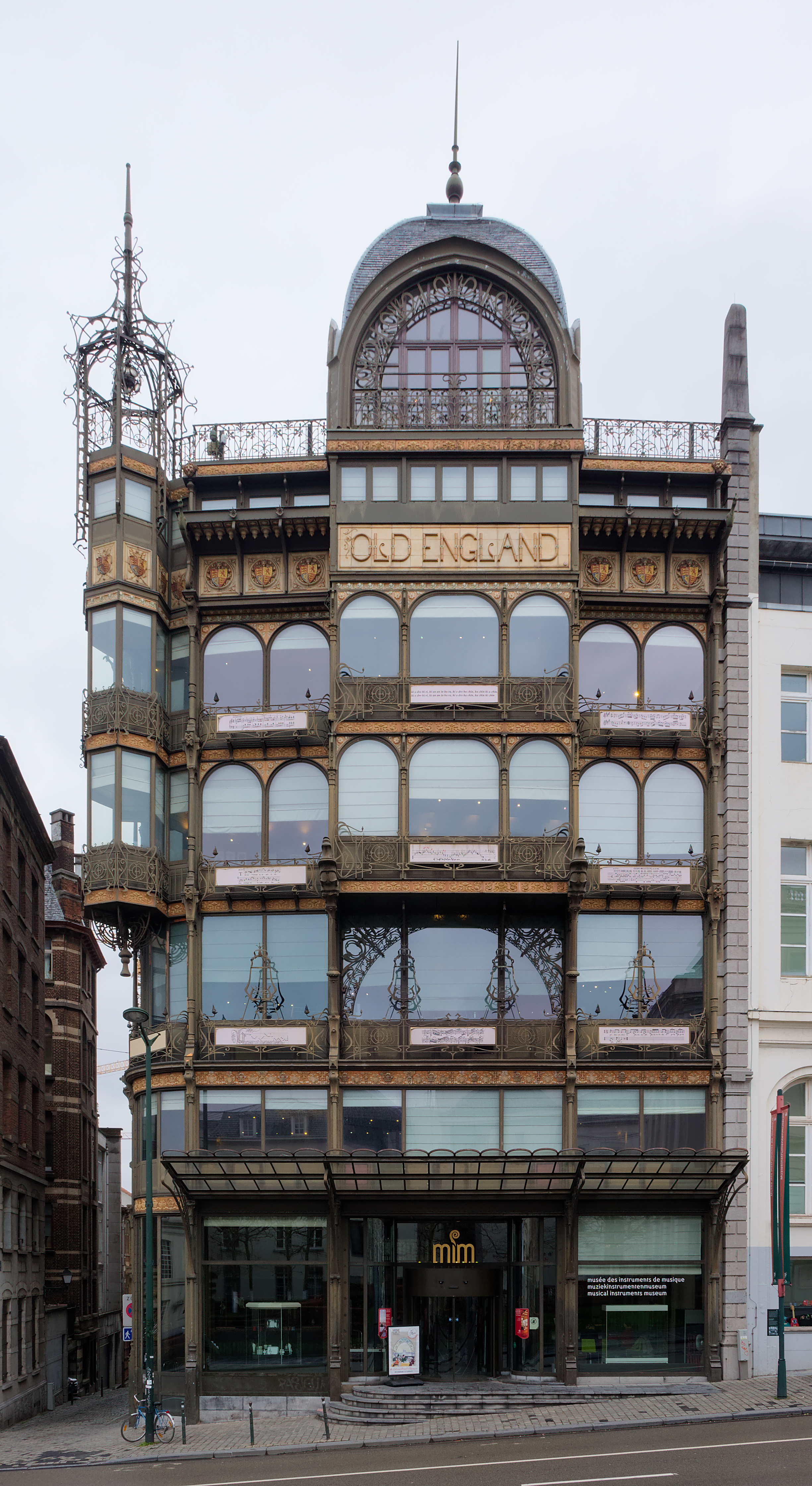
Musikinstrumentenmuseum im ehemaligen Kaufhaus Old England

Das Musikinstrumentenmuseum (niederländisch Muziekinstrumentenmuseum, französisch Musée des instruments de musique; abgekürzt mim) ist eine Abteilung der Königlichen Museen für Kunst und Geschichte in Brüssel. Es ging 1877 aus dem Königlichen Konservatorium Brüssel hervor und liegt am Kunstberg in der Nähe des Königlichen Palasts.

## Gebäude
Das Museum ist in zwei historischen Gebäuden in den Straßen Koningsplein/Hofberg untergebracht. Der neoklassizistische Bau an der Koningsplein wurde 1774 von Barnabé Guimard entworfen. Das andere Gebäude wurde 1899 im Stil der Art Nouveau von Paul Saintenoy errichtet und diente ursprünglich unter dem Namen Old England als luxuriöses Kaufhaus. Ein drittes Gebäude wurde neu errichtet und dient als Magazin.

## Geschichte

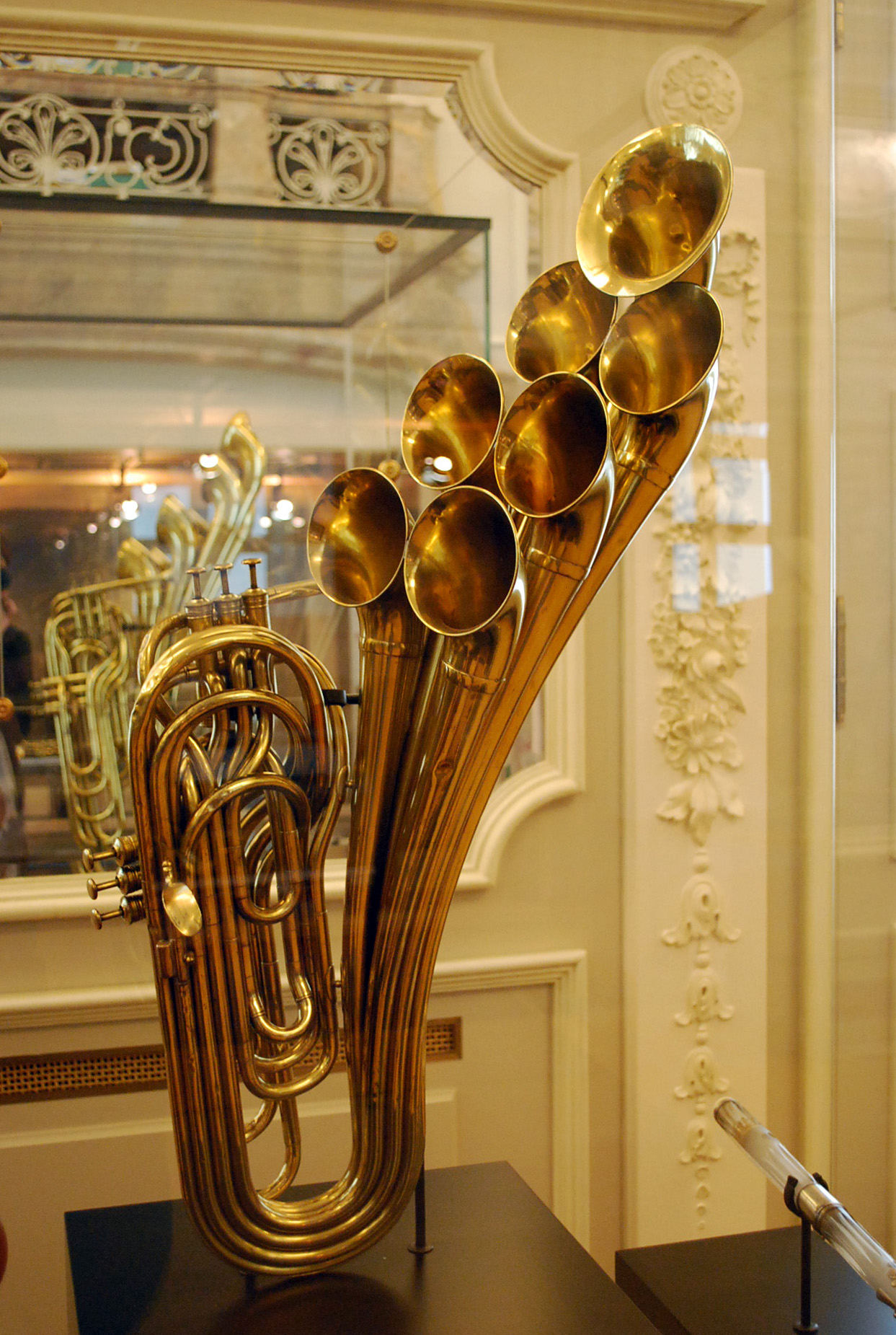
Ausstellungsstück: Siebenfache Posaune von Adolphe Sax

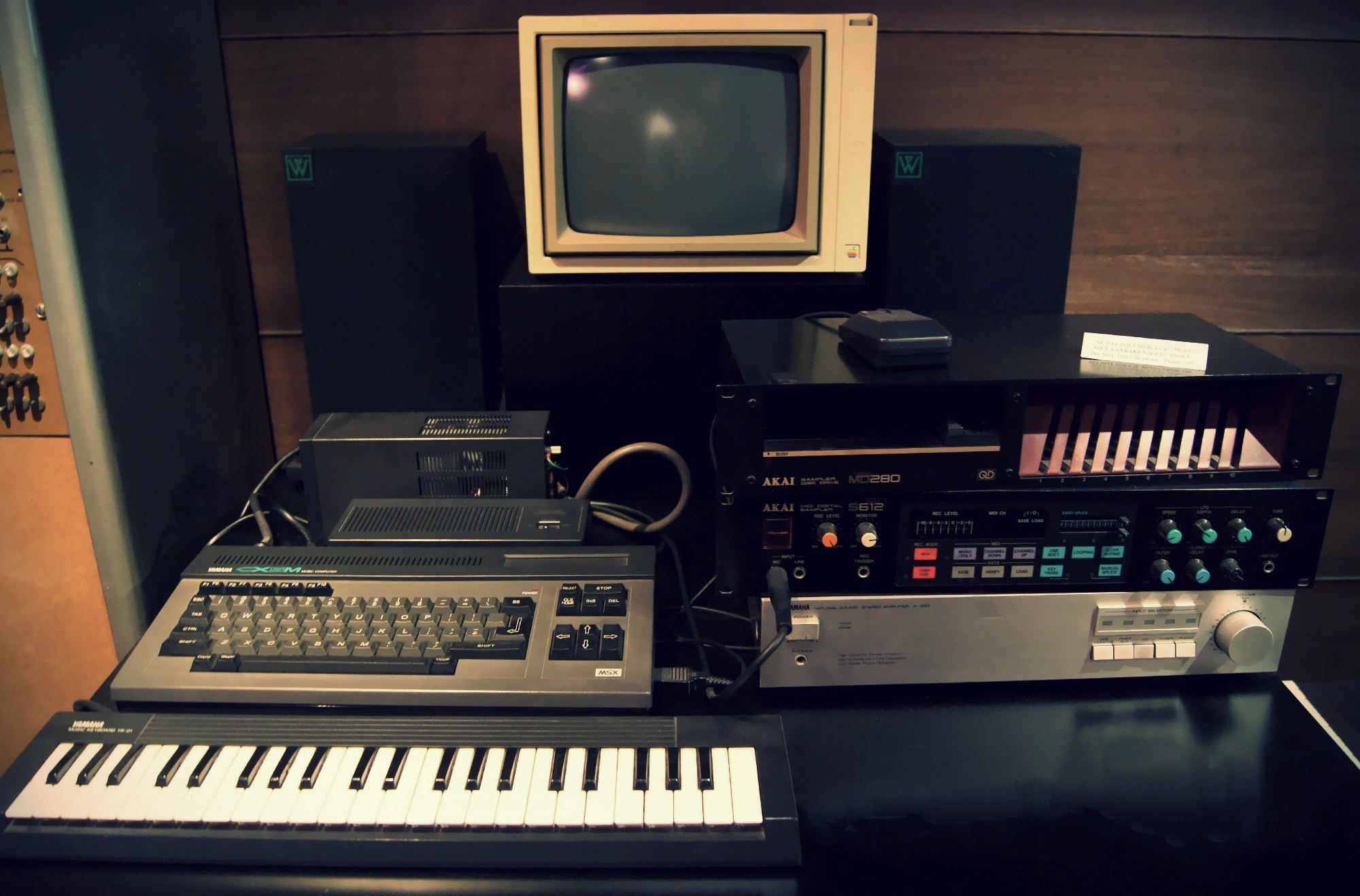
Yamaha CX5M Music Computer set samt Akai S612 sampler

Die Anfänge der Instrumentensammlung liegen in zwei Sammlungen, die in den Besitz des belgischen Staates gelangten. Eine Sammlung von historischen Instrumenten wurde von dem Musikwissenschaftler François-Joseph Fétis angekauft. Eine weitere Sammlung indischer Instrumente stammte von dem bengalischen Musikwissenschaftler Rajah Sourindro Mohun Tagore. Seit 1877 befand sich die Sammlung im Königlichen Konservatorium Brüssel, wo sie didaktischen Zwecken diente. Die ständig erweiterte Sammlung wurde in verschiedenen Gebäuden untergebracht, bis 1978 die jetzigen Gebäude erworben und umgebaut wurden. Seit 1992 war die Sammlung Teil des Königlichen Museums für Kunst und Geschichte. 2000 wurde das Musikinstrumentenmuseum in seinem heutigen Standort eröffnet.

## Sammlung und Museum
Das Museum zeigt auf 4 Etagen folgende Themen:
- Mechanische und Elektronische Instrumente
- Instrumente der europäischen Volksmusik und der außereuropäischen Musik
- europäische Instrumente in ihrer Entwicklung vom Mittelalter bis zum 19. Jahrhundert, sowie die
- Entwicklung der Tasteninstrumente.

Insgesamt umfasst die Sammlung etwa 8.000 Instrumente, von denen 1200 ausgestellt sind. Zum Museum gehören eine Bibliothek, ein Konzertsaal, ein Restaurant im obersten Stockwerk und ein Museumsshop.
Über ein Kopfhörersystem können zu vielen der Instrumente Klangbeispiele gehört werden.
Das Museum hat jährlich etwa 125.000 Besucher. Gelegentlich organisiert es auch temporäre Ausstellungen und Konzerte von einflussreichen zeitgenössischen Erfindern wie François und Bernard Baschet, Pierre Bastien, Yuri Landman, Logos Foundation und anderen.